# Europeiska konventet

Europeiska flaggan

Europeiska konventet, även känt som författningskonventet och formellt Europeiska konventet om Europeiska unionens framtid, var ett konvent med uppdrag att utarbeta ett utkast till en europeisk konstitution, som skulle ersätta de flesta av Europeiska unionens fördrag. Konventet inrättades av Europeiska rådet i december 2001 genom Laekenförklaringen. Dess arbete pågick från den 28 februari 2002 till den 10 juli 2003. Då lade konvetet fram sitt utkast till ett fördrag om upprättande av en konstitution för Europa. Det slutgiltiga utkastet antogs av en regeringskonferens. Att låta en regeringskonferens föregås av ett konvent var en ny företeelse i Europeiska unionens historia, och syftade till att göra ändringsförfarandet öppnare och mer förankrat.
Konventet bestod av representanter för medlemsstaternas regeringar och parlament, de tio blivande medlemsstaterna samt kandidatländerna Bulgarien, Rumänien och Turkiet. Dessutom deltog även representanter från Europaparlamentet och Europeiska kommissionen.

## Historia

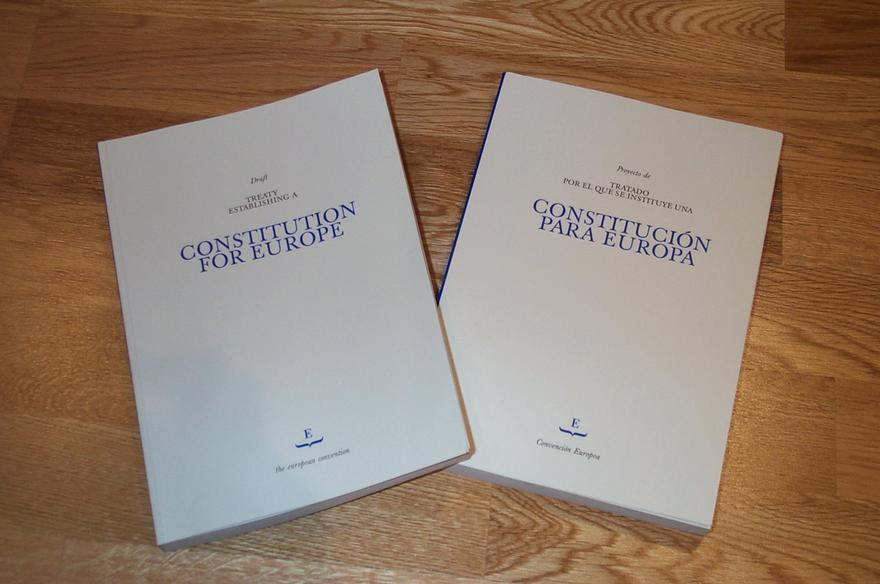
Europeiska konstitutionen i tryckt format på engelska och spanska.

Redan i en förklaring som fogades till Nicefördraget i december 2000 uttryckte medlemsstaternas ledare sin avsikt att fortsätta reformerna av unionen som genomförts genom Amsterdamfördraget och Nicefördraget. För att förankra förändringarna beslutades vid Europeiska rådets sammanträde i december 2001 att ett konvent skulle sammankallas. Konventet skulle särskilt behandla fyra stora frågor: befogenhetsfördelningen mellan medlemsstaterna och unionen, förenklingen av fördragen, de nationella parlamentens roll samt vilken ställning Europeiska unionens stadga om de grundläggande rättigheterna skulle ha. Konventet höll sitt första sammanträde den 28 februari 2002. Den 10 juli 2003 var förslaget till en konstitution för Europa färdigt. Den 18 juni 2004 behandlades förslaget av en regeringskonferens, som antog Europeiska konstitutionen. För att träda i kraft var konstitutionen tvungen att ratificeras av alla medlemsstater i enlighet med deras respektive konstitutionella bestämmelser. Konstitutionen avslogs emellertid i franska och nederländska folkomröstningar under sommaren 2005, och kunde därför aldrig träda i kraft. En stor del av konventets förslag upptogs istället genom Lissabonfördraget.

## Sammansättning

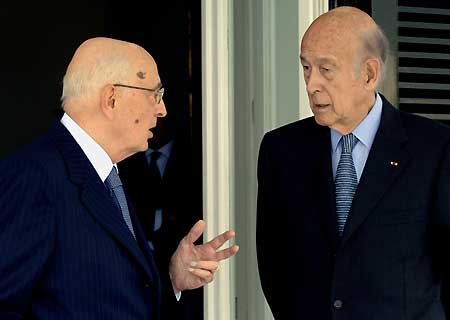
Giorgio Napolitano med Valéry Giscard d'Estaing i Italien.

Konventet bestod av representanter från medlemsstaternas regeringar och parlament, Europaparlamentet, Europeiska kommissionen samt representanter från de anslutande staterna och kandidatländerna.
Ett presidium bestående av bland annat ordföranden Valéry Giscard d'Estaing och de två vice ordförandena Giuliano Amato och Jean-Luc Dehaene ansvarade för att leda arbetet inom konventet. Förutom dessa tre ingick även nio ledamöter från medlemsstaterna, Europaparlamentet och kommissionen i presidiet.
Totalt bestod konventet av dess ordförande och två vice ordförande samt sexton Europaparlamentariker, två kommissionärer, och två parlamentsrepresentanter och en regeringsrepresentant från varje medlemsstat. Även de anslutande östeuropeiska staterna och kandidatländerna var representerade med vars två parlamentsrepresentanter och en regeringsrepresentant. Dessa deltog dock utan någon rösträtt.

## Funktion och befogenheter

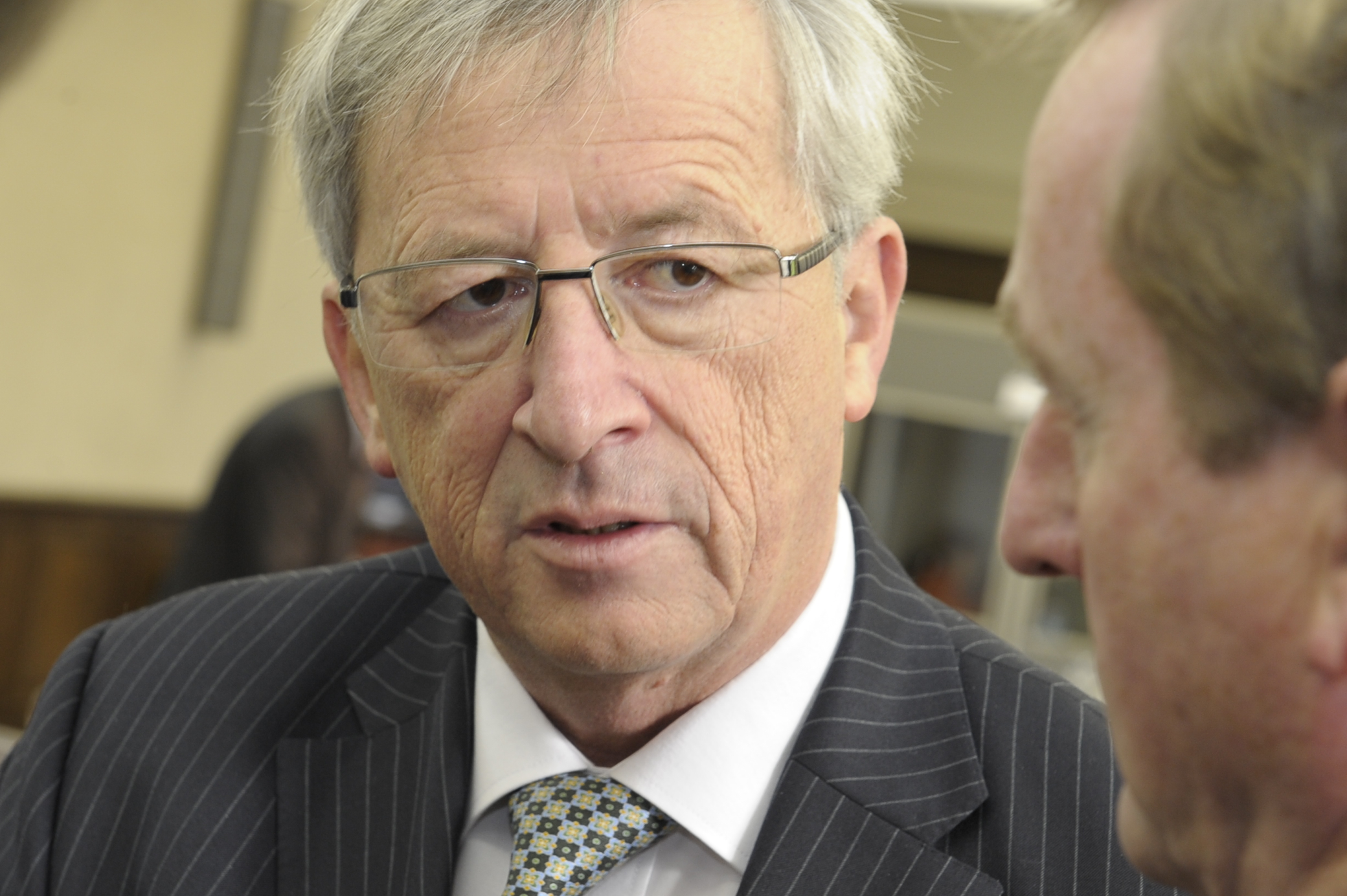
Jean-Claude Juncker kritiserade konventet för bristande öppenhet.

Inrättandet av ett konvent var en helt ny företeelse inom Europeiska unionen när det gällde att ändra fördragen. Tidigare hade fördragen ändrats genom sammankallandet av en regeringskonferens, som bestod av regeringsrepresentanter med uppdraget att bakom lyckta dörrar utarbeta fördragsändringarna. Syftet med ett konvent var att förbereda arbetet inför regeringskonferensen och att genomföra denna process öppet för medborgarnas insyn. Därför strävade konventets medlemmar efter att hålla arbetsprocessen så öppen och demokratisk som möjligt. Exempelvis publicerades alla konventets dokument och fördragsutkastet. Trots detta kritiserades konventet för en bristande öppenhet av bland annat den brittiske konventsledamoten David Heathcoat-Amory. Även Luxemburgs premiärminister Jean-Claude Juncker kritiserade konventet för bristande öppenhet. Kritiken rörde bland annat maktfördelningen inom konventet. Från början hade endast ordföranden rätt att fastställa konventets arbetsperioder, och därmed indirekt fastställa dagordningen, inkalla arbetsgrupper och ändra arbetsordningen. Detta ändrades dock senare så att övriga presidiet fick ett större inflytande och så att initiativ även kunde tas av en betydande andel av konventets ledamöter.